# Орден Независимости (Тунис)
Орден Независимости — государственная награда Туниса.

## История
Орден Независимости был учреждён 16 сентября 1956 года королём Туниса Мухаммадом VIII аль-Амином для награждения граждан за выдающиеся заслуги в деле обретения независимости от Франции.
Однако уже в 1957 году с провозглашением Республики, орден Независимости единственный из королевских орденов вошёл в республиканскую наградную систему, а в марте 1959 года в статут ордена были внесены изменения.

## Степени
- Кавалер Большой ленты
- Гранд-офицер
- Командор
- Офицер
- Кавалер

## Описание
Знак ордена — десятиконечная звезда, двугранные лучи которой покрыты красной эмалью. Между лучами звезды — штралы, покрытые бриллиантовой огранкой. В центре звезды круглый медальон красной эмали с золотой каймой. В центре медальона надпись на арабском языке: «Независимость».
При помощи переходного звена в виде банта знак крепится к орденской ленте.
Звезда ордена аналогична знаку.
 Первоначально лента ордена была белого цвета с широкими красными полосками, отстоящими от края, и тремя тонкими красными полосками посередине.
 С 1959 года лента ордена стала красной с двумя белыми полосками, отстоящими от края.